# شلنگ کلی
شلنگ کِلی یا شلنگ گِل یا شلنگ چرخشی یک شلنگ انعطاف‌پذیر، تقویت شده با فولاد برای فشار قوی است که استند پایپ را به کِلی (یا به‌طور خاص زانوییِ استند پایپ را به هرزگرد بالای کِلی) متصل می‌کند و اجازه می‌دهد که کلی درایو در حالی که جریان سیال حفاری را از طریق سیستم و پایین رشته حفاری تسهیل می‌کند، به‌طور عمودی آزادانه حرکت کند. شلنگ کلی دارای قطر (ضخامت داخلی) ۳–۵ اینچ است.